# Amont-et-Effreney
Amont-et-Effreney település Franciaországban, Haute-Saône megyében. Lakosainak száma 166 fő (2022. január 1.). Amont-et-Effreney La Longine, Esmoulières, Faucogney-et-la-Mer, Saint-Bresson, Sainte-Marie-en-Chanois és La Voivre községekkel határos.

## Népesség
A település népességének változása:
| Lakosok száma | 167  | 167  | 169  | 164  | 162  | 162  | 163  | 163  | 166  |
|               | 2013 | 2015 | 2016 | 2017 | 2018 | 2019 | 2020 | 2021 | 2022 |